# Episinus taibeli
Episinus taibeli är en spindelart som beskrevs av Lodovico di Caporiacco 1949. Episinus taibeli ingår i släktet Episinus och familjen klotspindlar.
Artens utbredningsområde är Etiopien. Inga underarter finns listade i Catalogue of Life.